# 656 a.C.
Séculos: (Século VIII a.C. - Século VII a.C. - Século VI a.C.)
661 a.C. - 660 a.C. - 659 a.C. - 658 a.C. - 657 a.C. - 656 a.C. - 655 a.C. - 654 a.C. - 653 a.C. - 652 a.C. - 651 a.C.

## Eventos
- 31a olimpíada, Quionis da Lacônia vencedor do estádio pela terceira vez; ele havia vencido na 29a e 30a olimpíadas.[1]
- Cípselo, após derrotar os prítanes se torna tirano de Corinto, por trinta e um anos.[2][Nota 1]
- Nitócris, filha de Psamético, então governador do Egito sob dominação da Assíria, é adotada por Shepenwepet II, sacerdotisa de Ámon em Tebas, e se torna esposa do deus. Shepenwepet era irmã do rei cuxita Amenirdis II, o que permite a Psamético unificar o Egito.[3]
- De acordo com James Ussher, foi neste ano que aconteceu a história contada no livro de Judite.[4] Vários autores, como a Edição Pastoral da Bíblia e a Jewish Encyclopedia, consideram que este é um livro de ficção.[5][6]